# Армень (Сібіу)
Армень, Армені (рум. Armeni) — село у повіті Сібіу в Румунії. Входить до складу комуни Лоамнеш.
Село розташоване на відстані 237 км на північний захід від Бухареста, 23 км на північний захід від Сібіу, 94 км на південь від Клуж-Напоки, 131 км на захід від Брашова.

## Населення
За даними перепису населення 2002 року у селі проживали 680 осіб, усі — румуни. Усі жителі села рідною мовою назвали румунську.